# Bokszvilágtanács
A Bokszvilágtanács (World Boxing Council; WBC) 1963. február 14-én alakult. Egyike a világszerte elismert ökölvívó világszervezeteknek.

## Jelenlegi világbajnokai
| Súlycsoport:   | Bajnok:                          | Cím megszerzésének dátuma: |
| -------------- | -------------------------------- | -------------------------- |
| Szalmasúly     | Knockout CP Freshmart            | 2020. november 27.         |
| Kislégsúly     | Ken Shiro                        | 2022. március 19.          |
| Légsúly        | Julio César Martínez             | 2019. december 20.         |
| Kisharmatsúly  | betöltetlen                      |                            |
| Harmatsúly     | Naoya Inoue                      | 2022. június 7.            |
| Kispehelysúly  | Stephen Fulton Jr.               | 2021. november 27.         |
| Pehelysúly     | Rey Vargas                       | 2022. július 9.            |
| Nagypehelysúly | betöltetlen                      |                            |
| Könnyűsúly     | Devin Haney                      | 2020. április 22.          |
| Kisváltósúly   | Regis Prograis                   | 2022. november 26.         |
| Váltósúly      | Errol Spence Jr                  | 2019. szeptember 28.       |
| Nagyváltósúly  | Jermell Charlo                   | 2019. december 21.         |
| Középsúly      | Jermell Charlo                   | 2019. június 26.           |
| Nagyközépsúly  | Saul Álvarez                     | 2020. december 19.         |
| Nagyközépsúly  | David Benavidez (interim bajnok) | 2022. május 21.            |
| Félnehézsúly   | Artur Beterbijev                 | 2019. október 18.          |
| Cirkálósúly    | Ilunga Makabu                    | 2020. január 31.           |
| Nehézsúly      | Tyson Fury                       | 2020. február 22.          |

## Más fontosabb ökölvívó világszervezetek
- WBA (World Boxing Association = Bokszvilágszövetség)
- WBO (World Boxing Organization = Bokszvilágszervezet)
- IBF (International Boxing Federation = Nemzetközi Bokszszövetség)
- WPBF (World Professional Boxing Federation = Profi Bokszvilágszövetség)